# 캐논 EOS

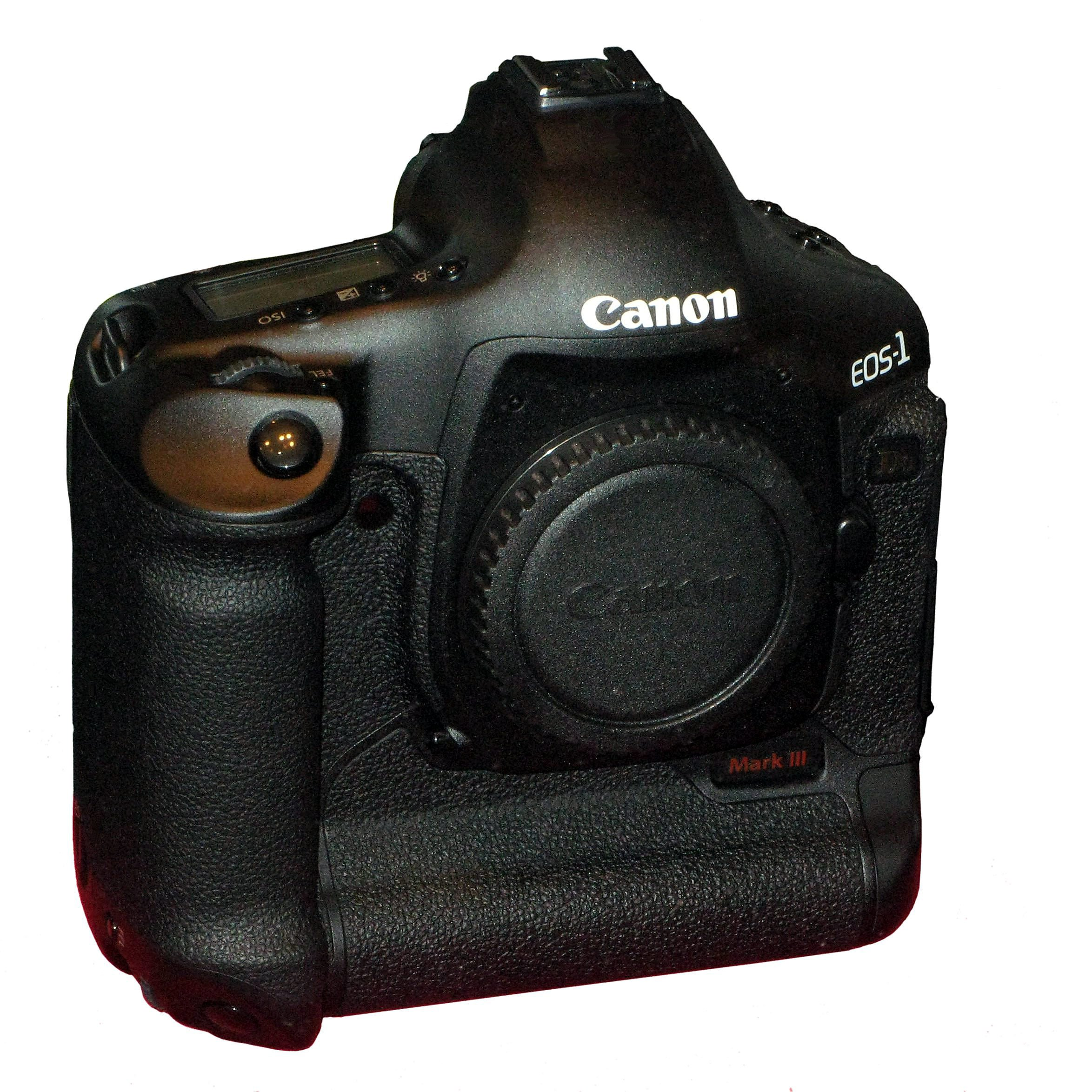
캐논의 풀프레임 DSLR 바디인 Canon EOS 1Ds Mark III

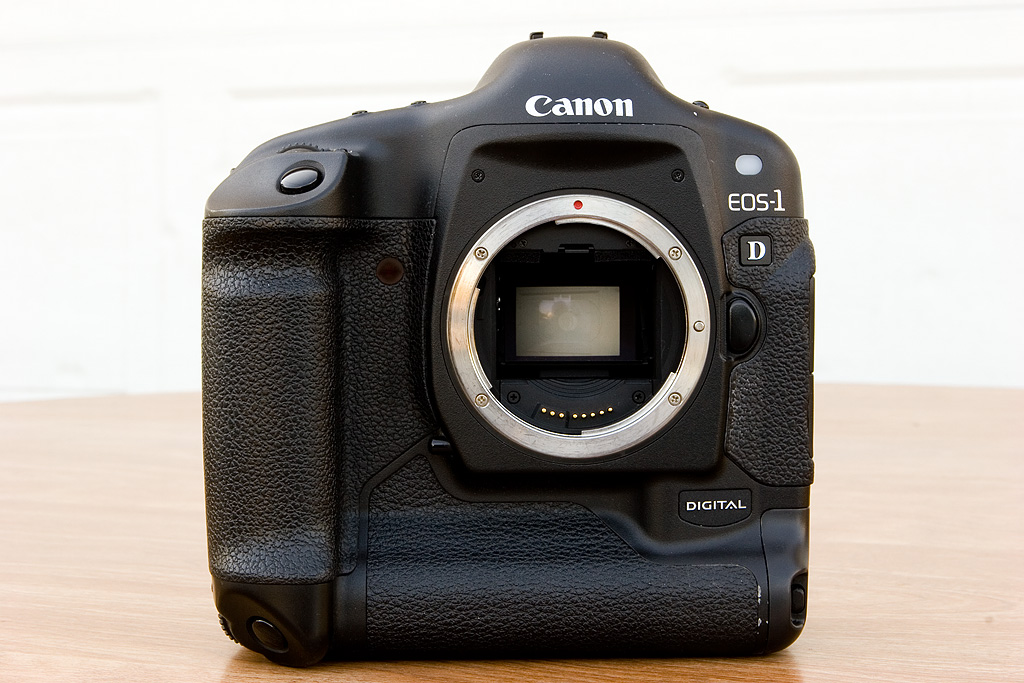
Canon EOS 1D

Canon EOS 7D

캐논 EOS(Canon EOS, Electro-Optical System)은 자동 초점 35 mm 필름 및 디지털 SLR 카메라 시스템이다. 1987년 캐논 EOS 650과 함께 발표되었으며 현재도 DSLR 시스템으로 쓰이고 있다.

## 렌즈 마운트
캐논 EOS 시스템의 렌즈 마운트로는 캐논 EF 마운트와 캐논 EF-S 마운트가 있다.

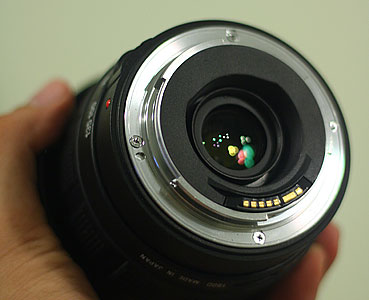
베요닛 스타일 마운트
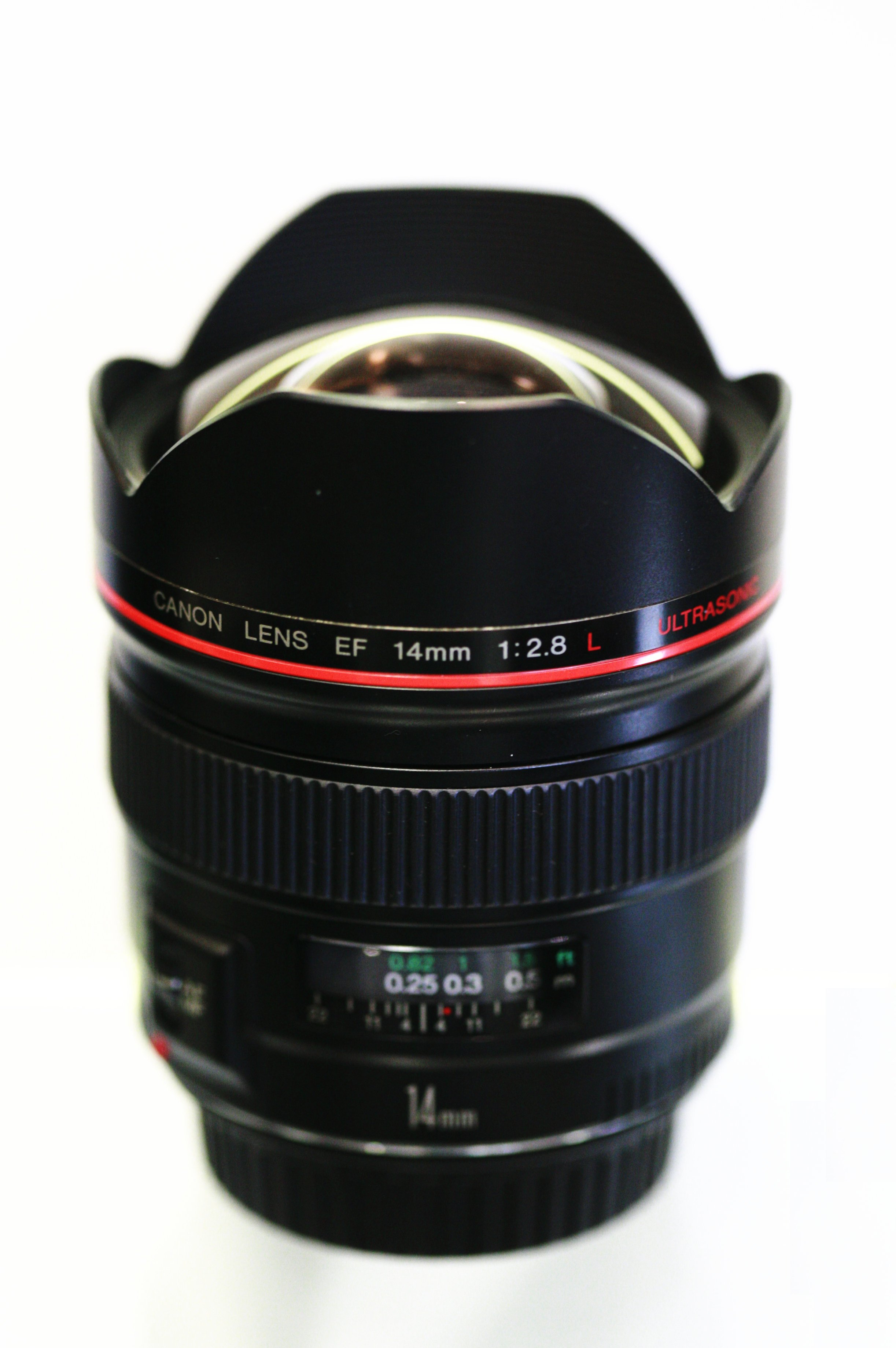
14mm f/2.8L 렌즈
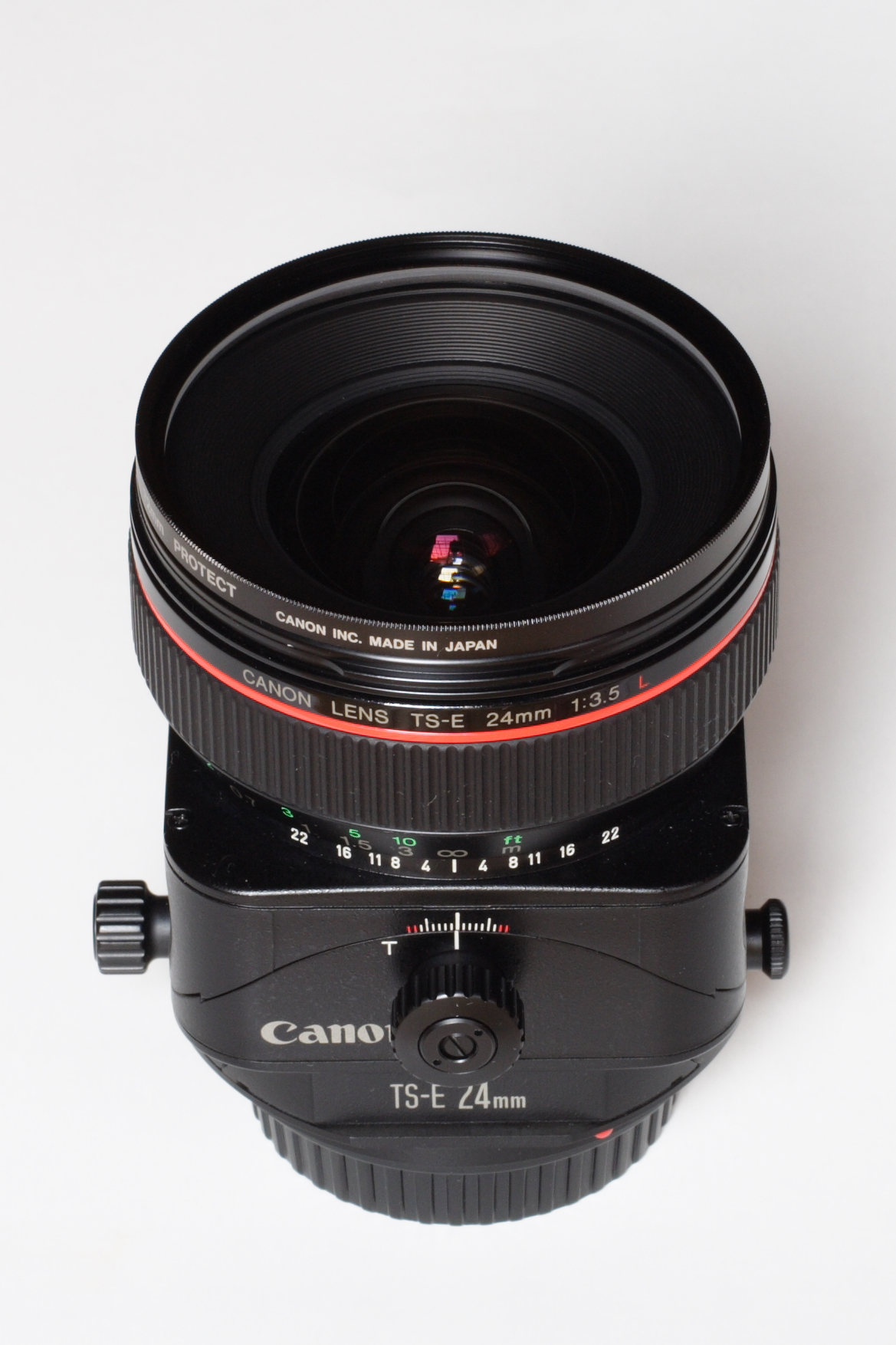
TS-E 24mm f/3.5L 렌즈
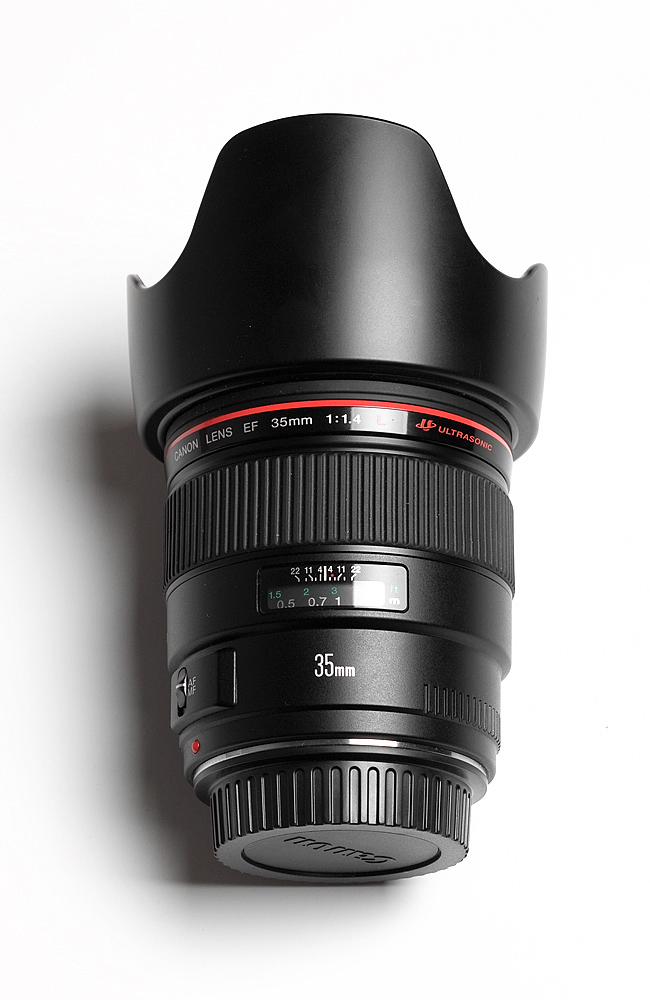
35mm f/1.4L 렌즈
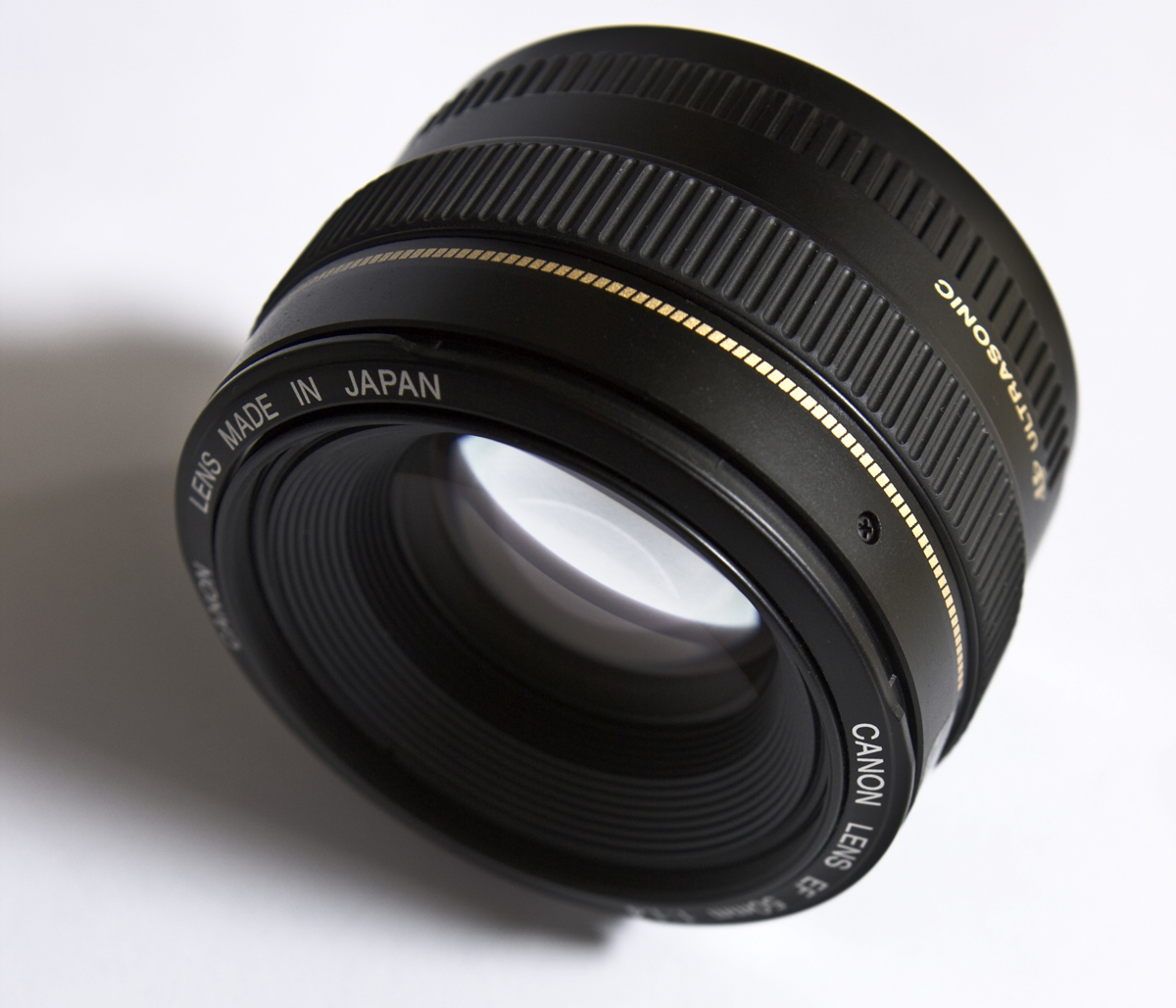
50mm f/1.4 렌즈
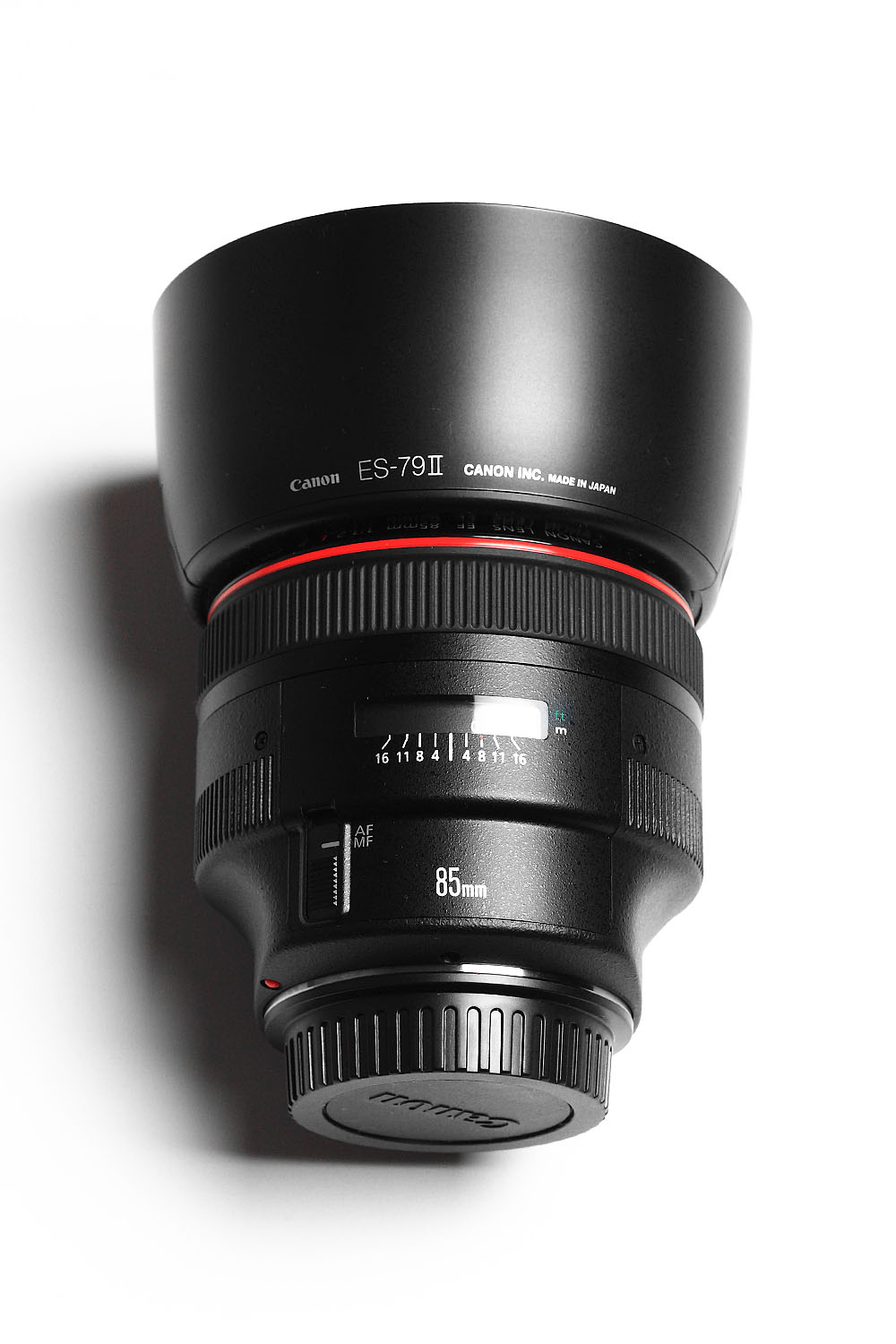
85mm f/1.2L 렌즈
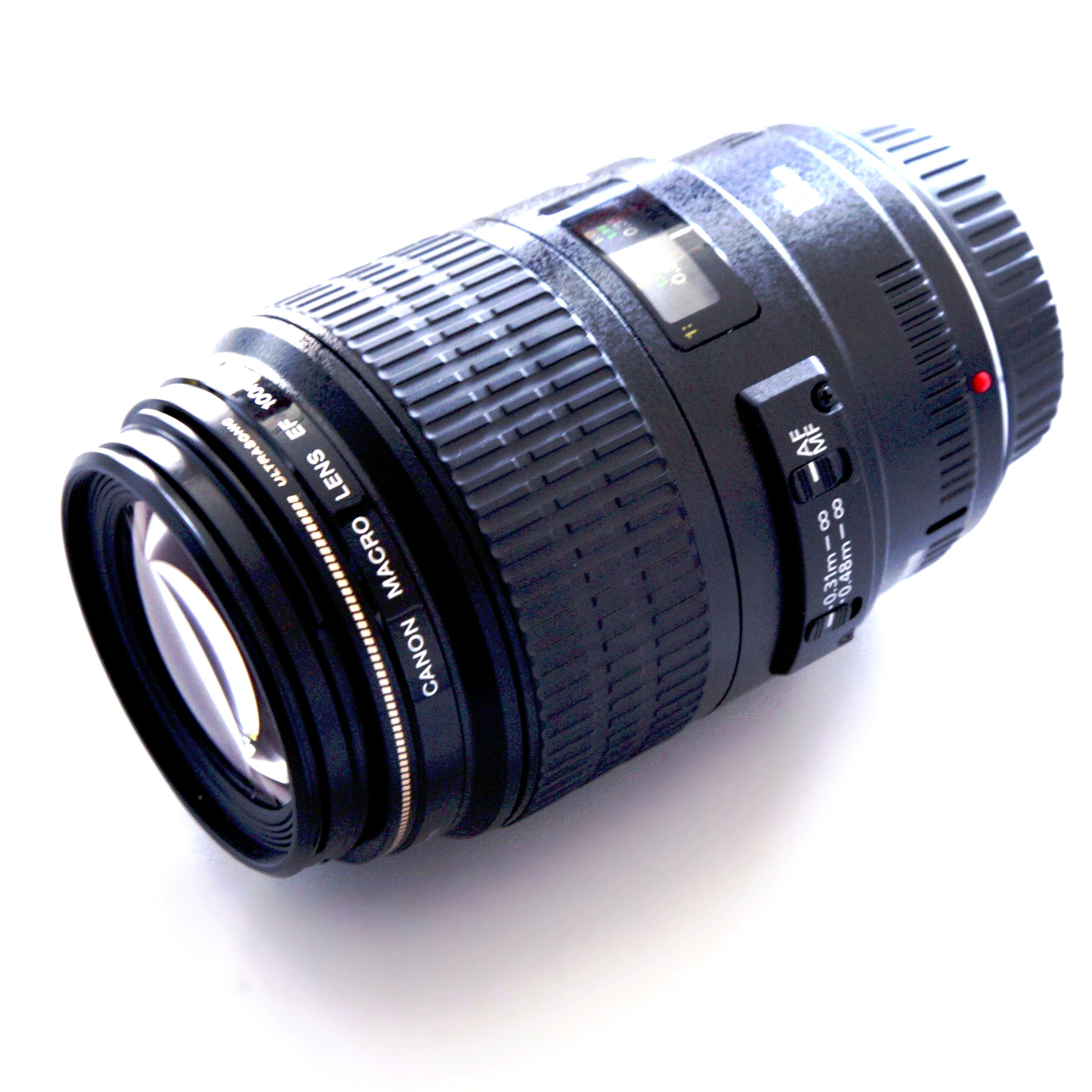
100mm f/2.8 macro 렌즈
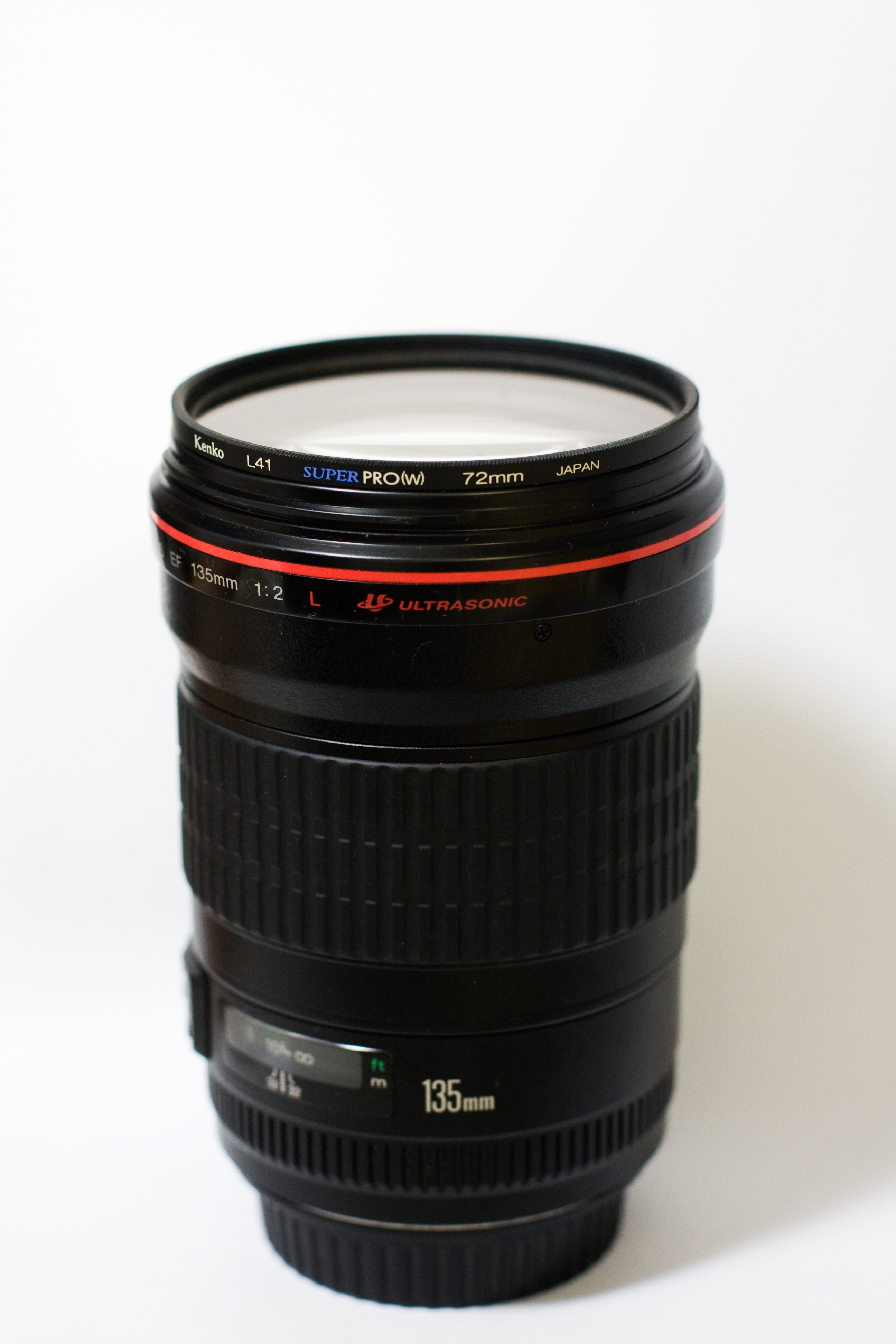
135mm f/2L 렌즈
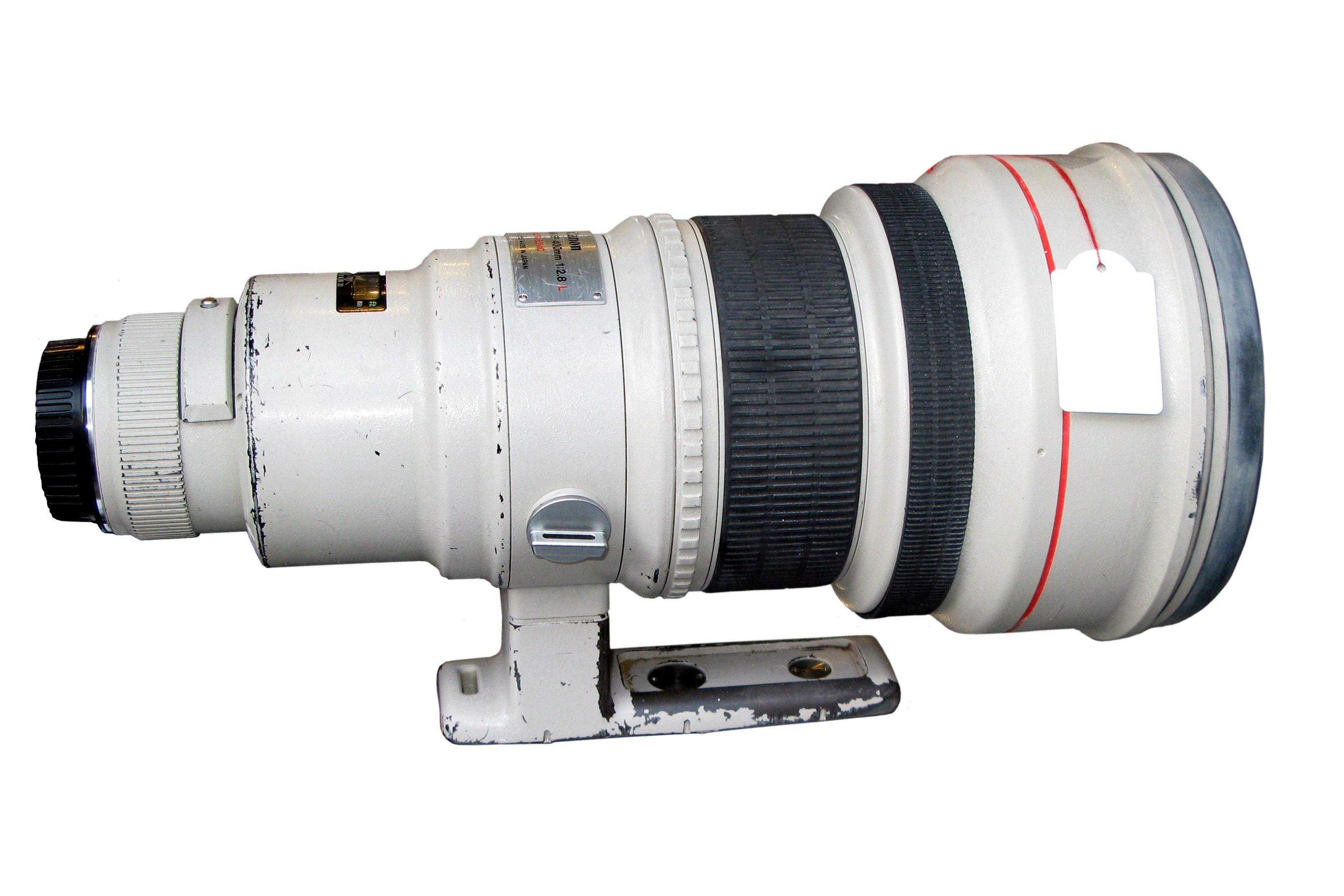
400mm f/2.8L 렌즈
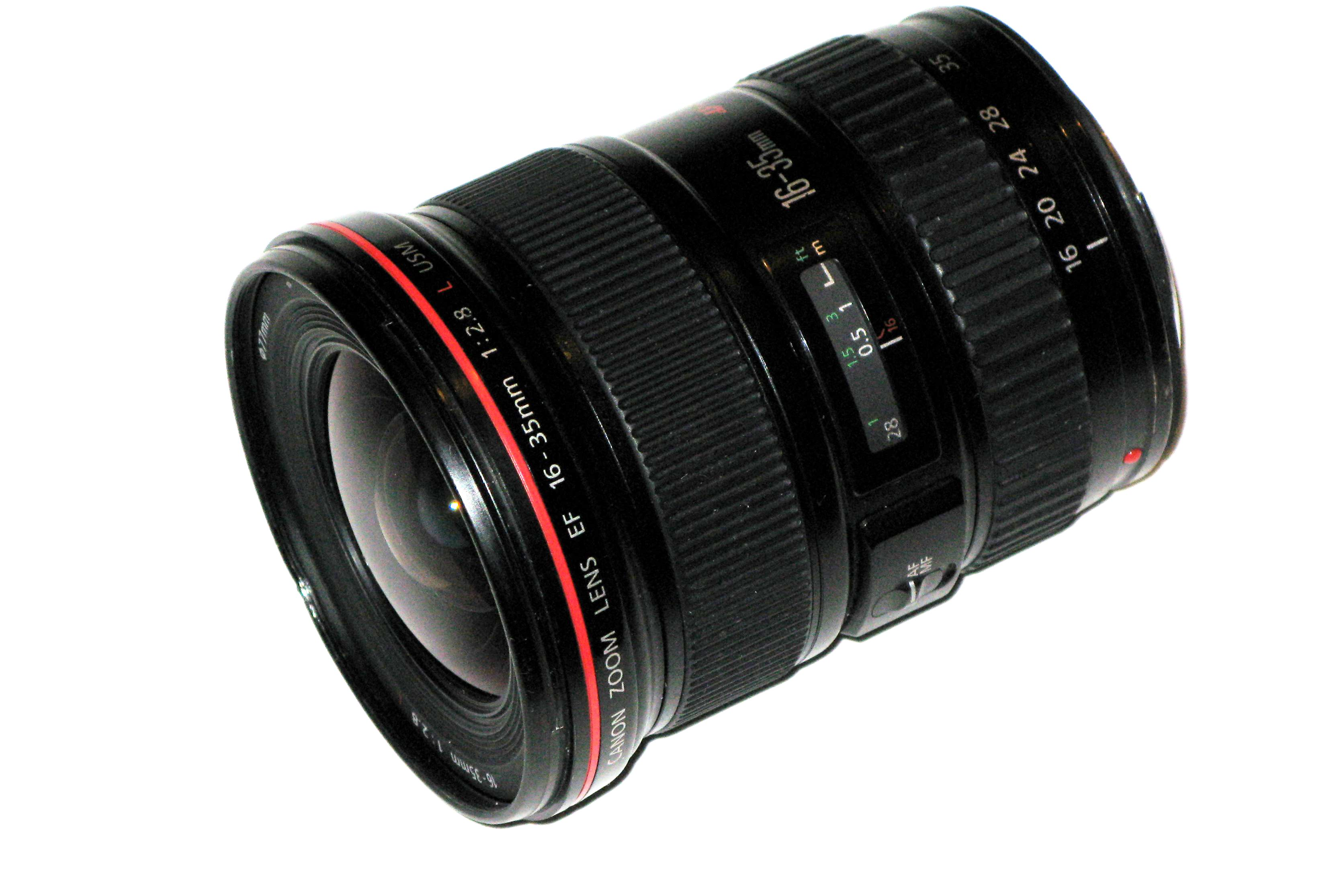
16-35 f/2.8L 렌즈
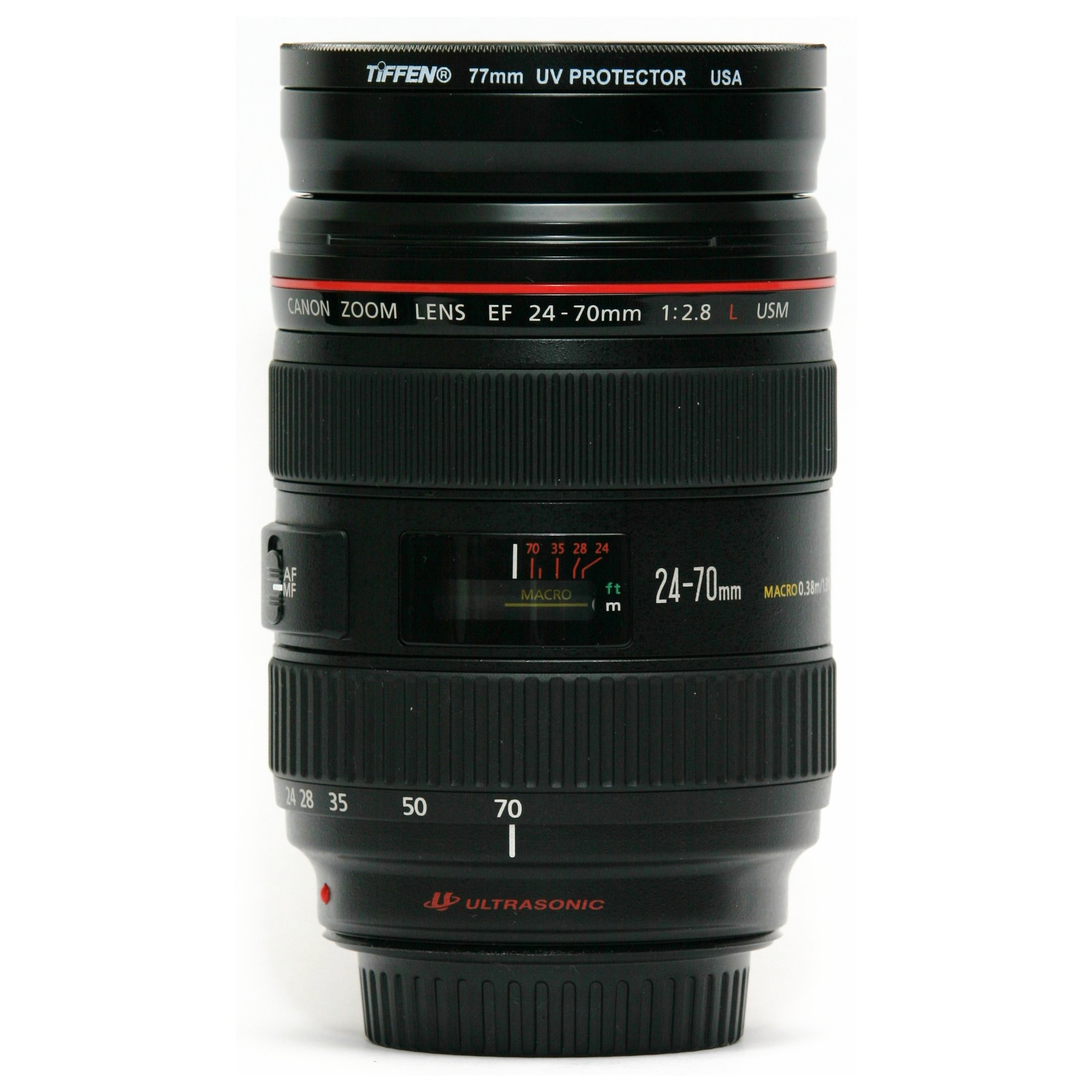
24-70 f/2.8L 렌즈
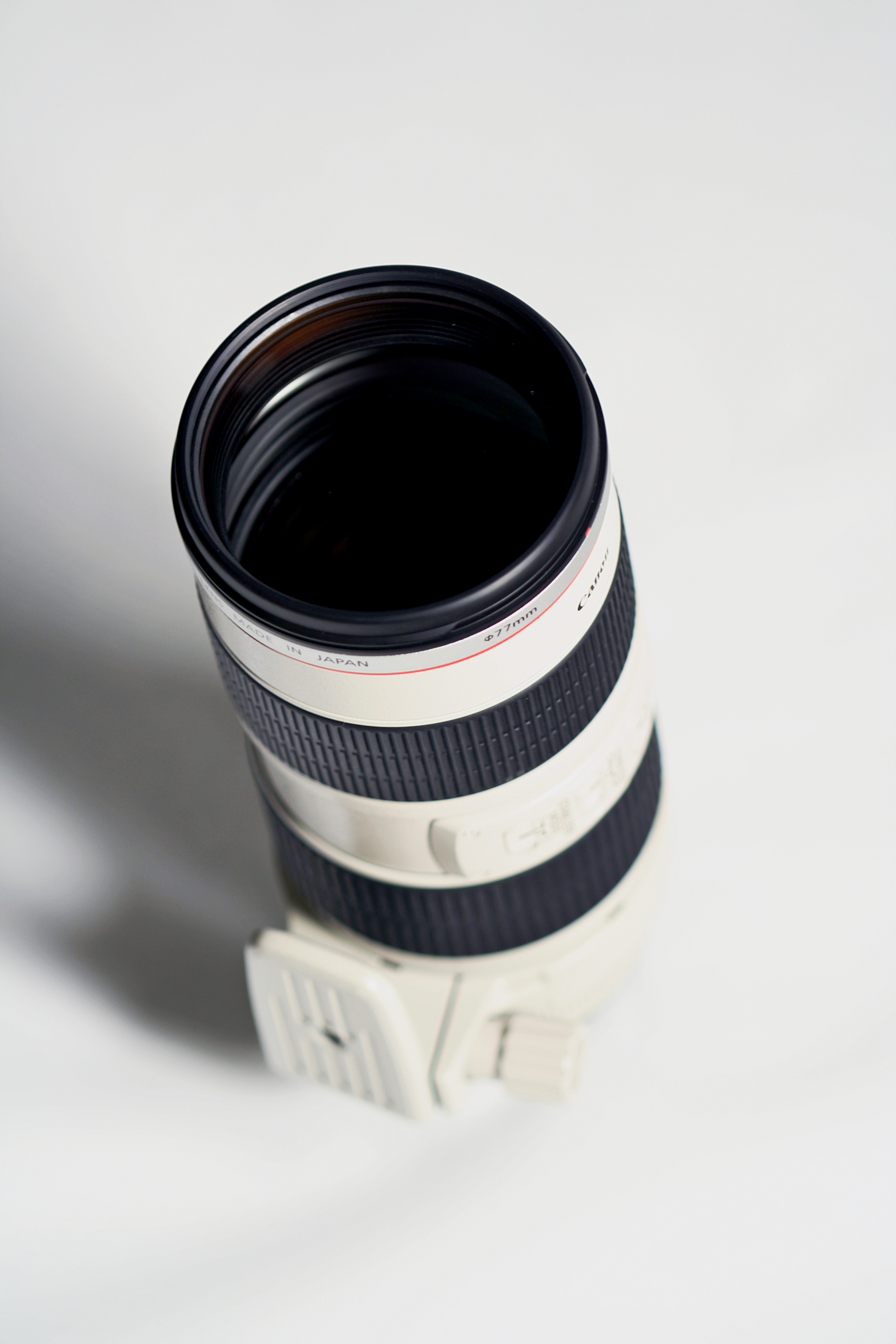
70-200mm f/2.8L IS USM 렌즈
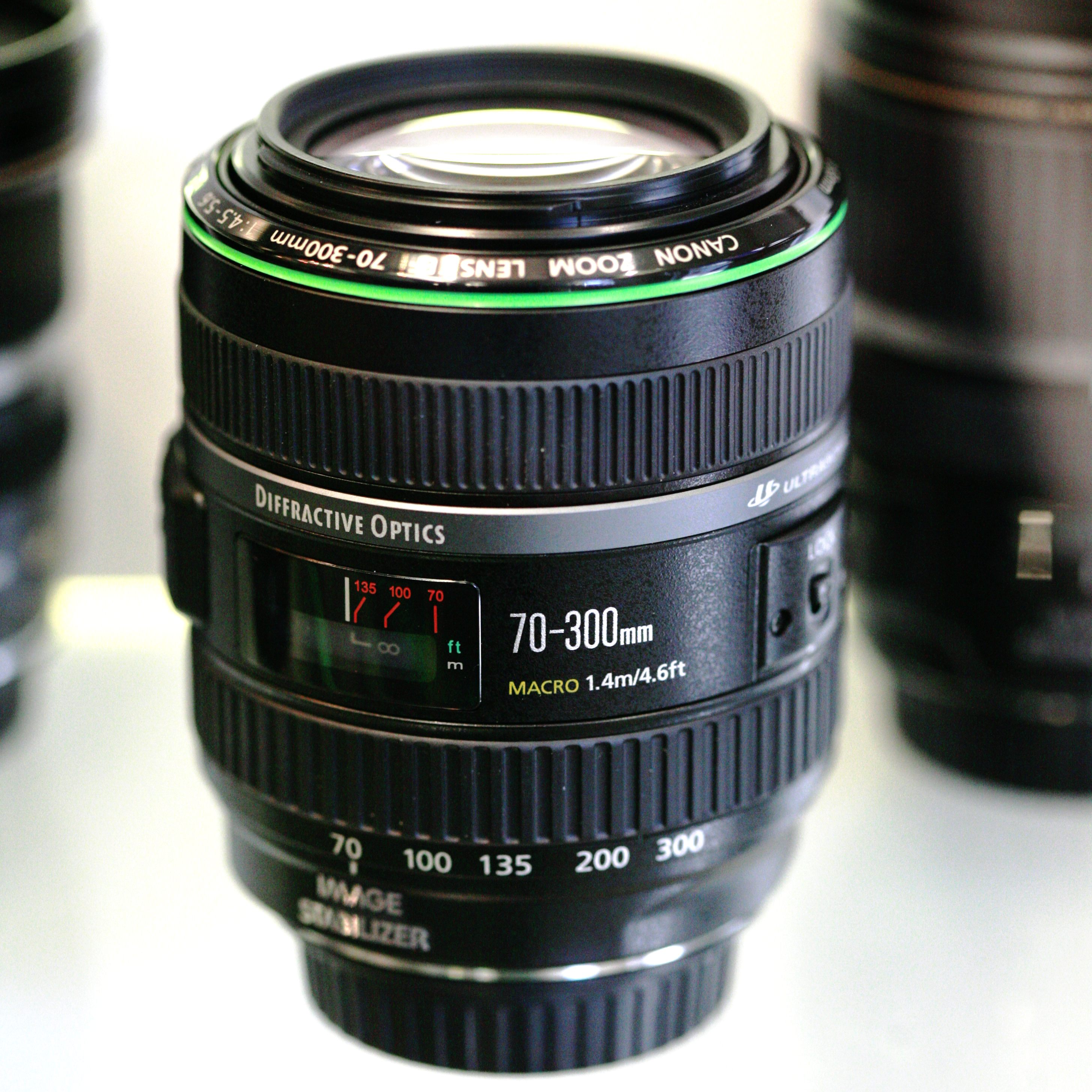
70-300mm f/4.5-5.6 IS DO 렌즈

## 플래시 시스템
초기 EOS에서는 캐논 FD 마운트를 위해 개발된 A-TTL(Advanced through-the-lens) 시스템이 쓰였다. A-TTL 시스템은 E-TTL(Evaluative TTL)에 의해 대체되었다. 이후 E-TTL II가 나왔으며, E-TTL과 비교했을 때 카메라 펌웨어에만 차이가 있다.

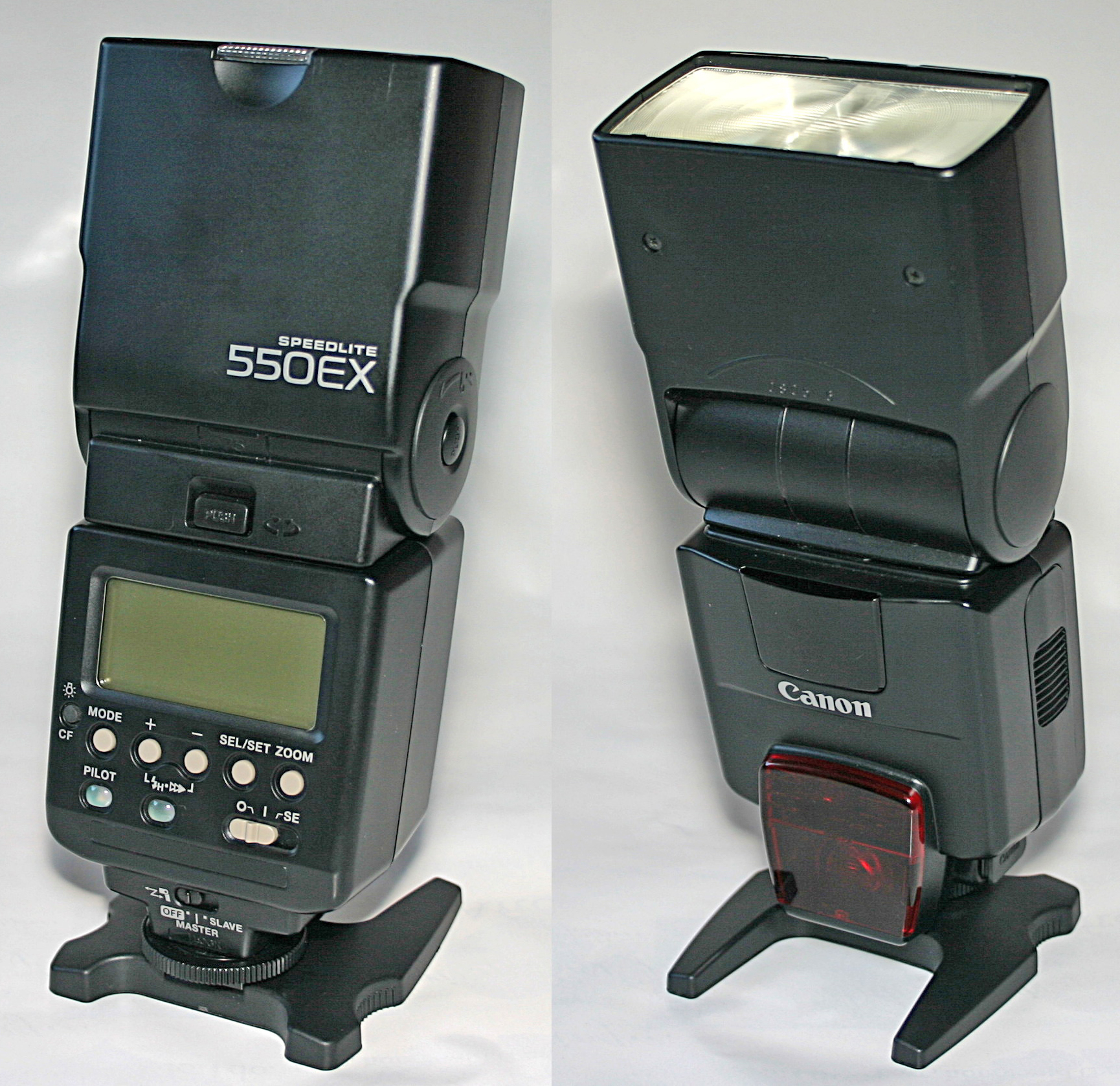
스피드라이트 550EX
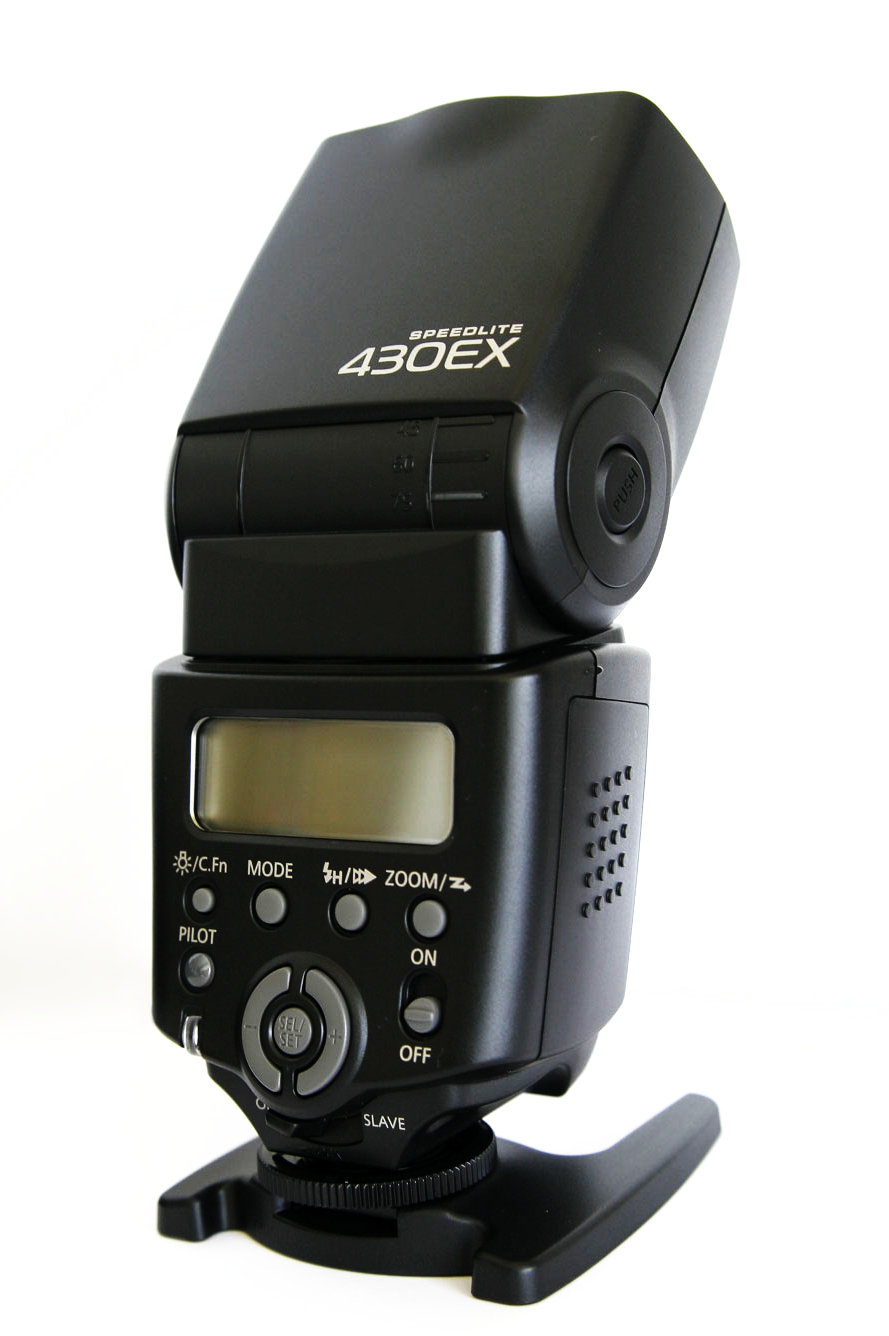
스피드라이트 430EX

## 판매량과 점유율
대한민국에서 캐논의 DSLR 점유율은 52%에 달한다.

## 비판

### 오일누출 현상
캐논의 플래그십 제품인 EOS-1D MarkⅢ와 EOS-1Ds MarkⅢ에서 오일 누출되는 현상이 발생, 소비자들의 항의가 빗발치자 캐논코리아측은 “카메라 제조 공정에서 도포된 미러박스 내부의 윤활유가 작동중에 CMOS 센서의 로 패스 필터(Low pass filter) 표면으로 튀는 것”이라며, “미러박스 청소작업을 무상으로 제공하겠다"고 하였지만 소비자들은 미봉책에 불과하다며 반발하고 있다. 또한 2007년에는 1D MarkIII 모델에서 AF미러의 이상이 발생하였는데도 뒤늦게 결함을 인정하여 '결함을 숨기려 한 것 아니냐' 하는 의혹과 함께 소비자들의 반발을 사기도 했다.

### 시야율 허위 광고
캐논은 새롭게 선보인 APS-C 플래그십 모델인 7D를 선보이면서 시야율을 100%라고 강조하였다. 하지만 DSLR 잡지 DCM과 유저들이 측정한 결과 97~98%정도로 나타나 유저들의 비판을 받았다. 캐논측은 아무런 대응을 하지 않다가 유저들의 비판이 거세지며 언론들에 연이어 보도되자 '일본의 캐논 본사에서 시야율 정밀 측정기를 들여와 시야율 기준에 맞지 않는 제품들은 환불 또는 교환 해주겠다'고 밝혔다.

## 같이 보기
- 캐논 EF 마운트
- 캐논 EF-S 마운트